# Brundish
Brundish – wieś w Anglii, w hrabstwie Suffolk, w dystrykcie Mid Suffolk. Leży 27 km na północny wschód od miasta Ipswich i 132 km na północny wschód od Londynu. W 2001 miejscowość liczyła 192 mieszkańców.